# Gunars Upatnieks
Gunars Upatnieks  (* 8. Oktober 1983 in Jelgava, Lettland) ist ein lettischer Kontrabassspieler.

## Leben
Gunars Upatnieks wuchs in einer musikalischen Familie auf. Sein Vater war ebenfalls Kontrabassist. Er selber fand erst im Alter von 13 Jahren zum Kontrabassspiel und studierte Kontrabass zunächst an der lettischen Musikakademie in Riga und später in Brünn bei Miloslav Jelinek.
Mitte bis Ende der 2000er Jahre nahm Upatnieks erfolgreich an verschiedenen internationalen Musikwettbewerben teil, darunter der Internationale J.M. Sperger Wettbewerb  2008 und der  Internationale Musikwettbewerb der ARD 2009, welche er beide gewinnen konnte.
In dieser Zeit war er zudem stellvertretender Solobassist des lettischen nationalen Sinfonieorchesters (von 2005 bis 2009). In der Saison 2010/11 bekleidete er dieselbe Stellung beim  philharmonischen Orchester in Bergen, bevor er zu den Berliner Philharmonikern wechselte, deren Mitglied er seit dem 31. August 2011 ist.
Seit 2015 ist Upatnieks Dozent für Kontrabass an der Musikhochschule Hanns Eisler in Berlin.

## Preise (Auswahl)
- 2007: 1. Preis bei der ISB Double Bass Performance Competition der Internationalen Bass Gesellschaft[4]
- 2008: 1. Preis beim fünften Internationalen J.M. Sperger Wettbewerb[5]
- 2009: 1. Preis beim Internationalen Musikwettbewerb der ARD[6]